# آتشي دره (مهاباد)
قرية آتشي دره (بالكردية: ئاچی دەرە) هي إحدى القرى التابعة لـكاني بازار في ريف قسم خليفان من مقاطعة مهاباد، في محافظة أذربیجان الغربیة الإيرانية.

## السكان
حسب إحصاءات سنة 2006، بلغ إجمالي السكان في آتشي دره 227 نسمة وعدد المساكن 35 مسكن. لغة سكان آتشي دره هي اللغة الكردية وهم من أهل السنة والجماعة والمذهب الشافعي.